# Município de Biglick (condado de Hancock, Ohio)
Localização do Ohio nos E.U.A.
O município de Biglick (em inglês: Biglick Township) é um município localizado no condado de Hancock no estado estadounidense de Ohio. No ano 2010 tinha uma população de 1106 habitantes e uma densidade populacional de 11,83 pessoas por km².

## Geografia
O município de Biglick encontra-se localizado nas coordenadas 41° 02′ 08″ N, 83° 28′ 47″ O. Segundo a Departamento do Censo dos Estados Unidos, o município tem uma superfície total de 93.45 km², da qual 93,45 km² correspondem a terra firme e (0,01 %) 0,01 km² é água.

## Demografia
Segundo o censo de 2010, tinha 1106 pessoas residindo no município de Biglick. A densidade de população era de 11,83 hab./km².